# Slovaquie orientale

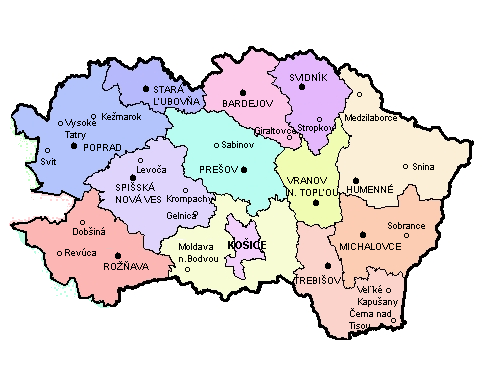
Carte de la région de Slovaquie orientale avec ses villes principales

La Slovaquie orientale a constitué de 1960 à 1990 une région administrative de la Tchécoslovaquie (Východoslovenský kraj), dont le chef-lieu était Košice.
Elle a été scindée en deux régions (kraj) en 1990 :
- Région de Košice (Košický kraj), chef-lieu : Košice,
- Région de Prešov (Prešovský kraj), chef-lieu : Prešov

Cette dénomination, qui recouvre le même territoire, a été recréée en 1999 en tant qu'unité statistique européenne de niveau NUTS 2, qualifié d'oblasť.